# Minami-Nagano Sports Park Stadium
Das Minami-Nagano Sports Park Stadium (jap. 南長野運動公園総合球技場, Minami-Nagano Undō Kōen Sōgō Kyūgijō, dt. „Sportpark und kombinierter Ballsportplatz Süd-Nagano“), seit November 2016 mit dem Spitznamen Nagano U Stadium versehen, ist ein Fußballstadion in der japanischen Stadt Nagano, der Hauptstadt der gleichnamigen Präfektur. Es ist die Spielstätte des Fußballvereins AC Nagano Parceiro, der momentan in der J3 League, der dritthöchsten Liga des Landes, spielt. Auch die Frauenmannschaft des Vereins, die AC Nagano Parceiro Ladies, die seit 2016 in der erstklassigen Nadeshiko League Division 1 antritt, ist in der Sportstätte mit 15.491 Plätzen beheimatet. Das Stadion liegt in nächster Nähe östlich zum Olympiastadion Nagano, das als Baseballstadion konzipiert wurde.

## Geschichte
Das Vorgängerstadion im Minami-Nagano Sports Park wurde 2002 mit 6.000 unüberdachten Plätzen, von denen nur wenige Sitzplätze waren, eröffnet. Im Januar 2013 wurde nach langer Diskussion die Einführung der J3 League zur Saison 2014 beschlossen. Der AC Nagano Parceiro plante Teil der Liga zu werden. Da die Spielstätte des Fußballvereins für die beiden höchsten Divisionen der J. League zu klein war, wurde ein neues Stadion mit mindestens 15.000 Sitzplätzen geplant. Es sollte für die Zukunft auch den Anforderungen der höchsten Liga, der J1 League, entsprechen.
Die Schwierigkeit lag darin, auf der Fläche des kleinen Stadions einen Bau mit erweiterter Kapazität unterzubringen. Im Süden grenzt eine Tennisanlage mit 16 Plätzen an. In der südwestlichen Ecke des Geländes schränkte eine Tennishalle den Platz ein. An der Ostseite führt eine Straße direkt am Grundstück vorbei. Nach dem Abriss im August 2013 begann der Bau im Januar 2014 und konnte nach nur 14 Monaten abgeschlossen werden. Mit 7,9 Milliarden Yen (63 Mio. €) lag man letztendlich über den vorher geplanten Kosten von 7,1 Mrd. Yen (56 Mio. €). Die Baukosten wurden größtenteils von der Stadt Nagano durch den Haushalt (3,8 Mrd. Yen) und Anleihen (3,2 Mrd. Yen) getragen.
Die hufeisenförmige Anlage besteht aus den doppelstöckigen, überdachten Rängen der Haupt- (West) und der Gegentribüne (Ost) sowie der Hintertortribüne im Norden. Der Nordrang ist die Heimtribüne des AC Nagano Parceiro. Aus Platzmangel konnte an der Südseite nur ein einstöckiger Rang, der für die Gästefans bereitsteht, errichtet werden. Insgesamt wurden die Ränge zur Platzersparnis steiler und kompakter gebaut. Die niedrige Südtribüne hat den Vorteil, dass das Spielfeld aus Naturrasen besser durch die halboffene Seite belüftet wird. Die Bestuhlung der Ränge richtet sich farblich nach den Vereinsfarben in orange (Unterrang) und marineblau (Oberrang). Auf dem Oberrang der Gegentribüne wird mit weißen Sitzen der Schriftzug NAGANO dargestellt. Das Flutlichtsystem leistet von 100 bis 1.500 Lux Beleuchtungsstärke. Hinter der Nordtribüne liegt eine große Parkplatzfläche für die Besucher. Neben Fußball könnte auch Rugby oder American Football im Stadion ausgetragen werden.
Eingeweiht wurde das neue Minami-Nagano Sports Park Stadium am 22. März 2015 mit einer Partie der J3 League zwischen dem AC Nagano Parceiro und dem SC Sagamihara (1:2).

## Galerie

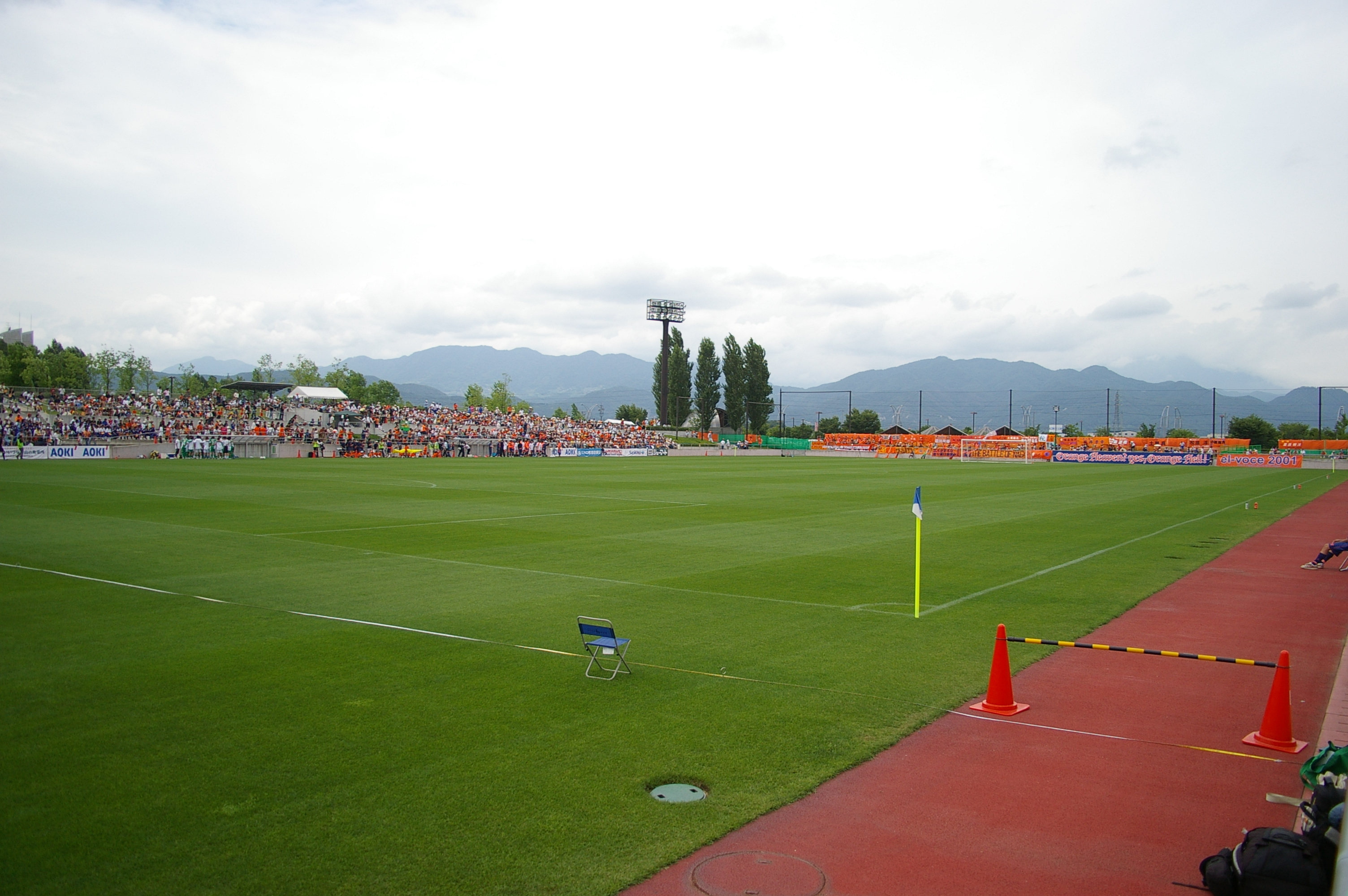
Das frühere Stadion mit 6.000 Plätzen (Juli 2007)
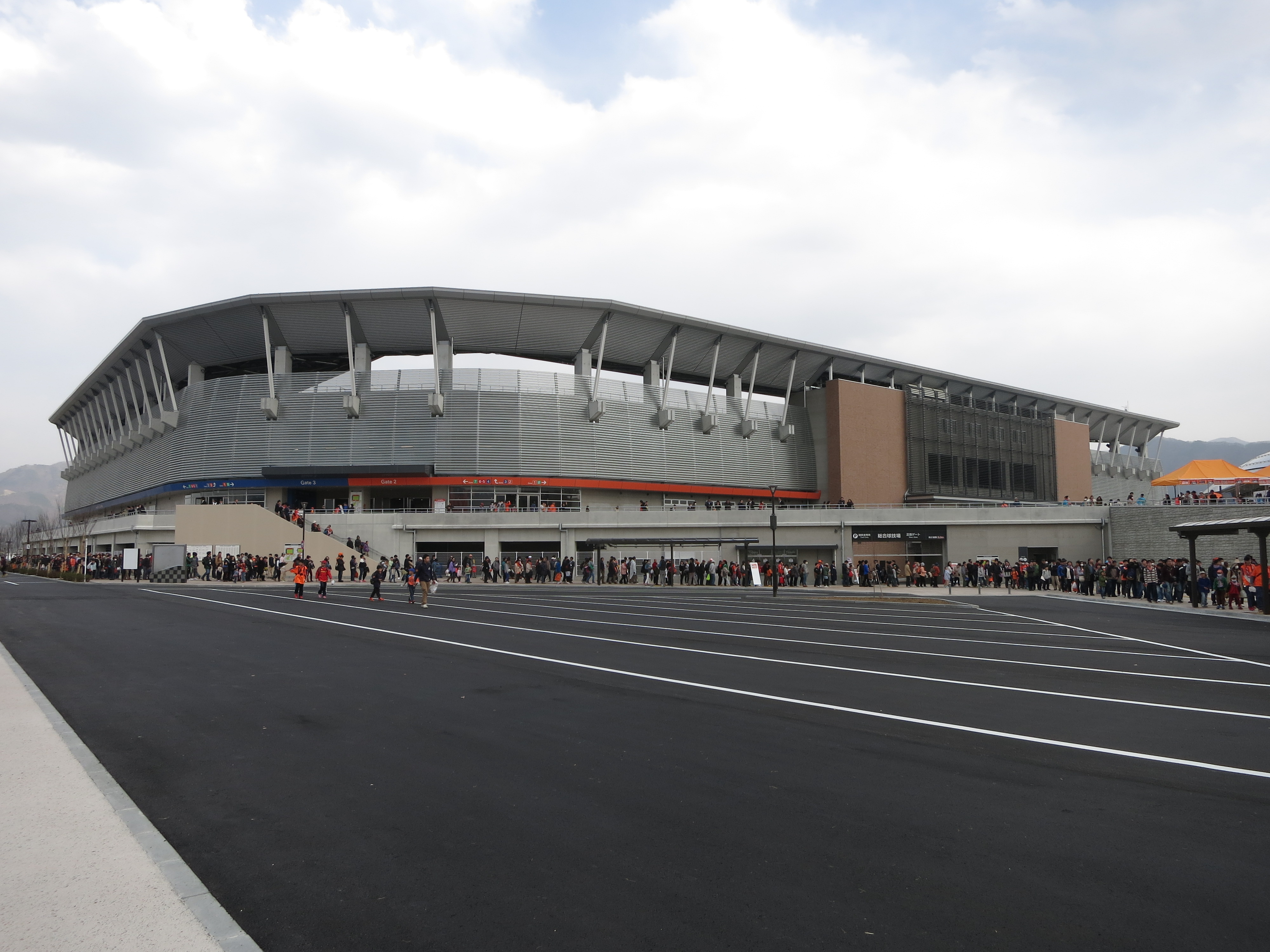
Außenansicht (März 2015)
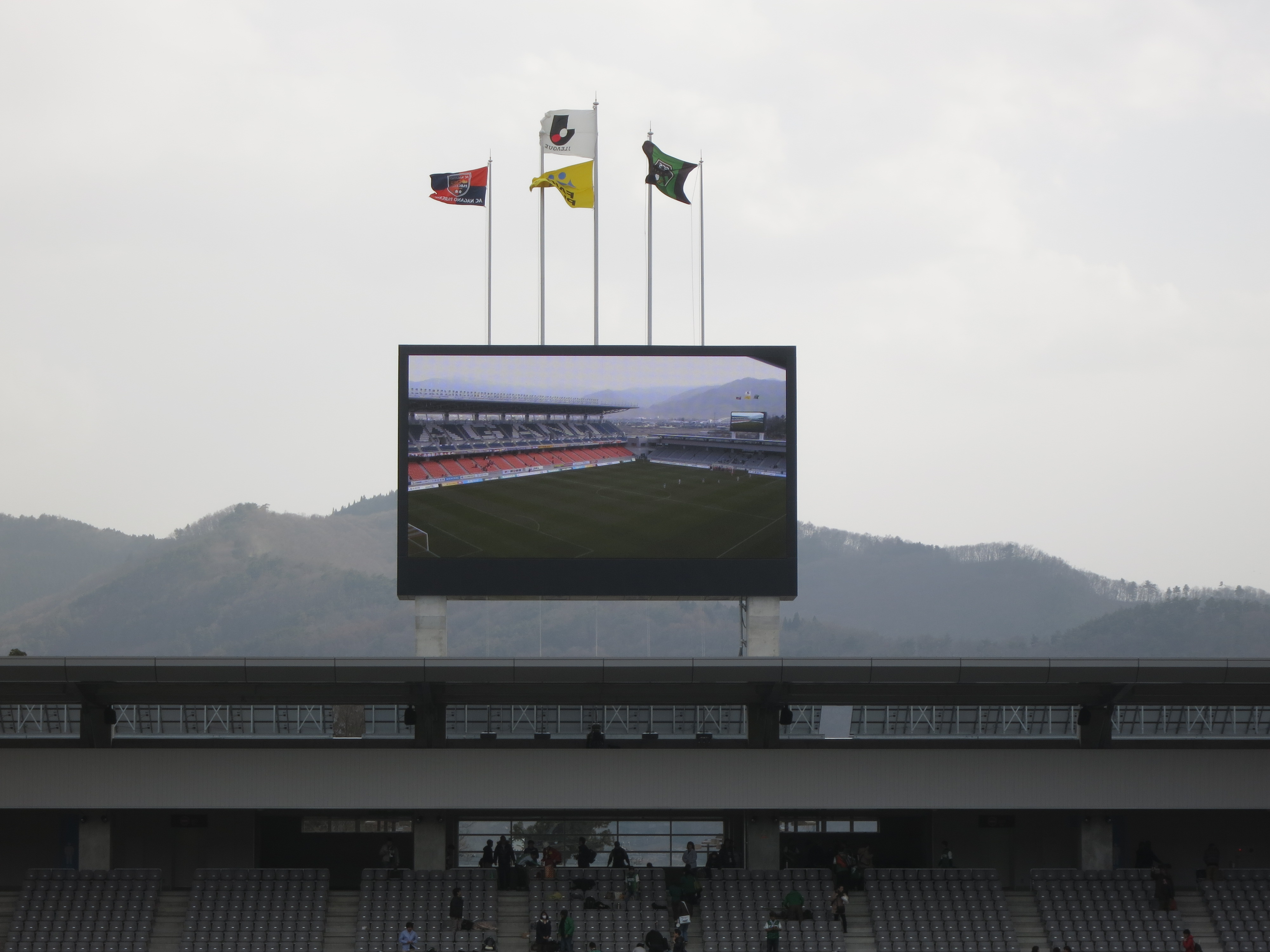
Die Videowand (6×12 Meter) auf der Südtribüne (März 2015)
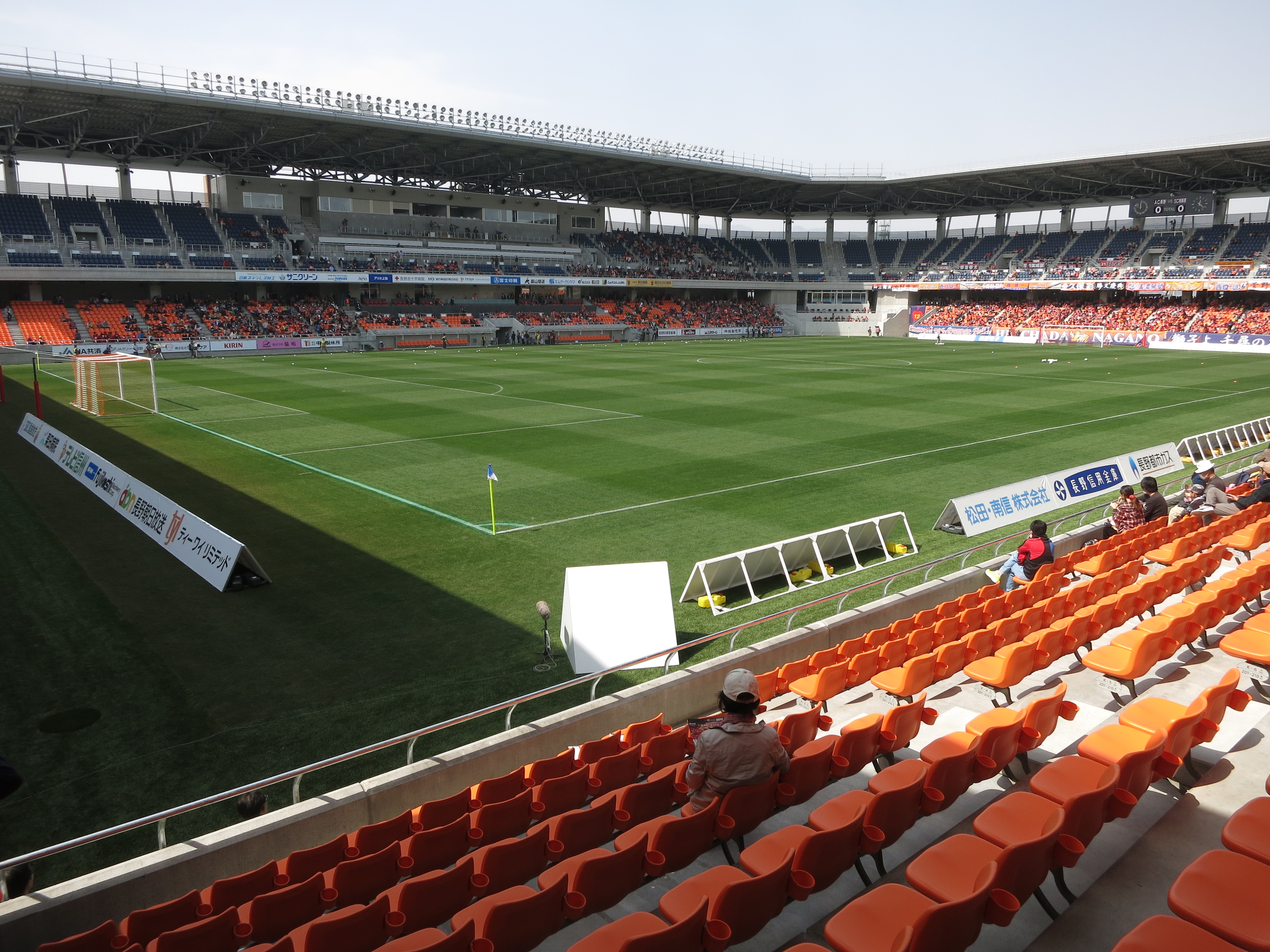
Blick in das Stadion (März 2015)
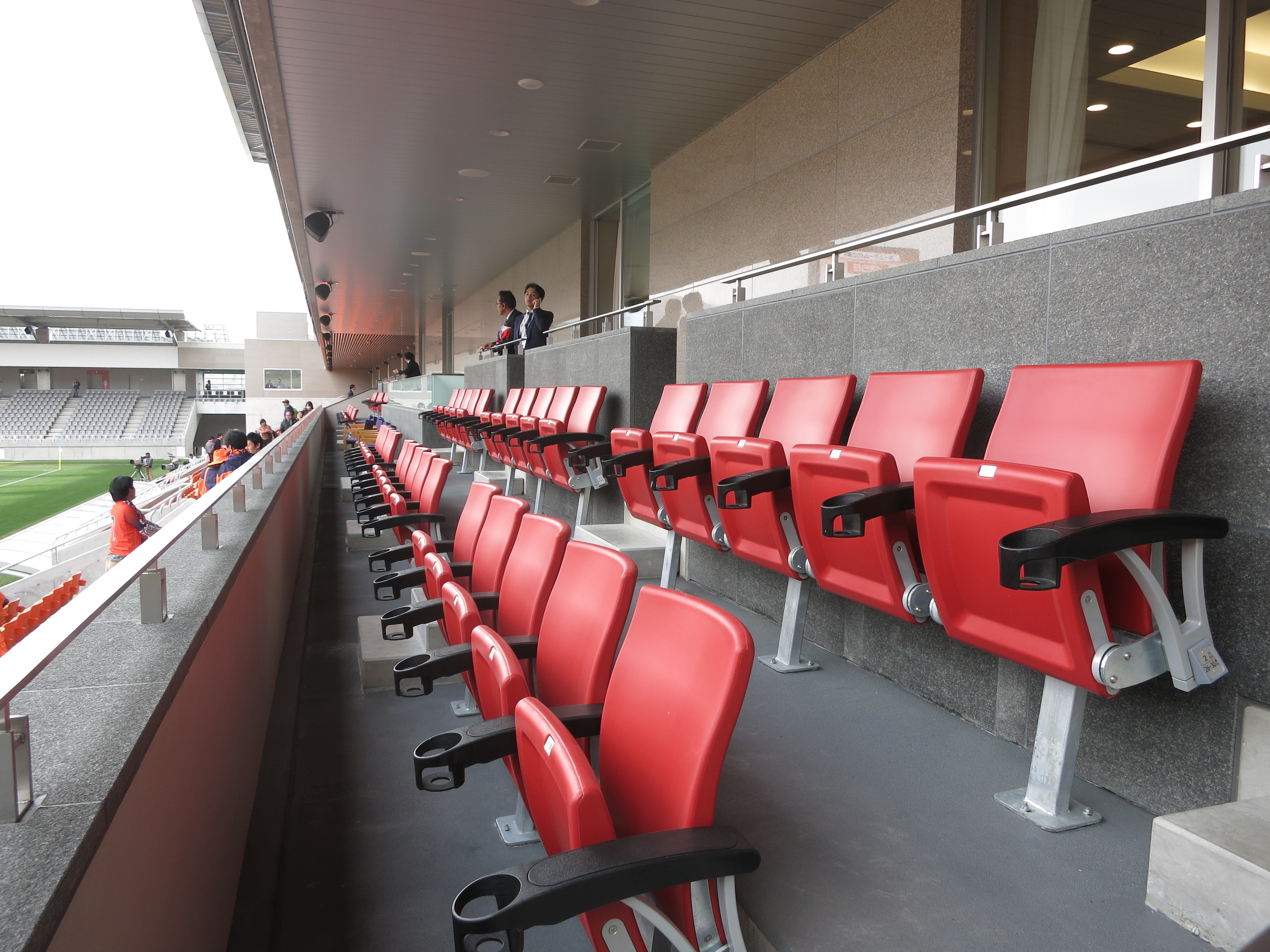
V.I.P.-Plätze auf der Haupttribüne (März 2015)
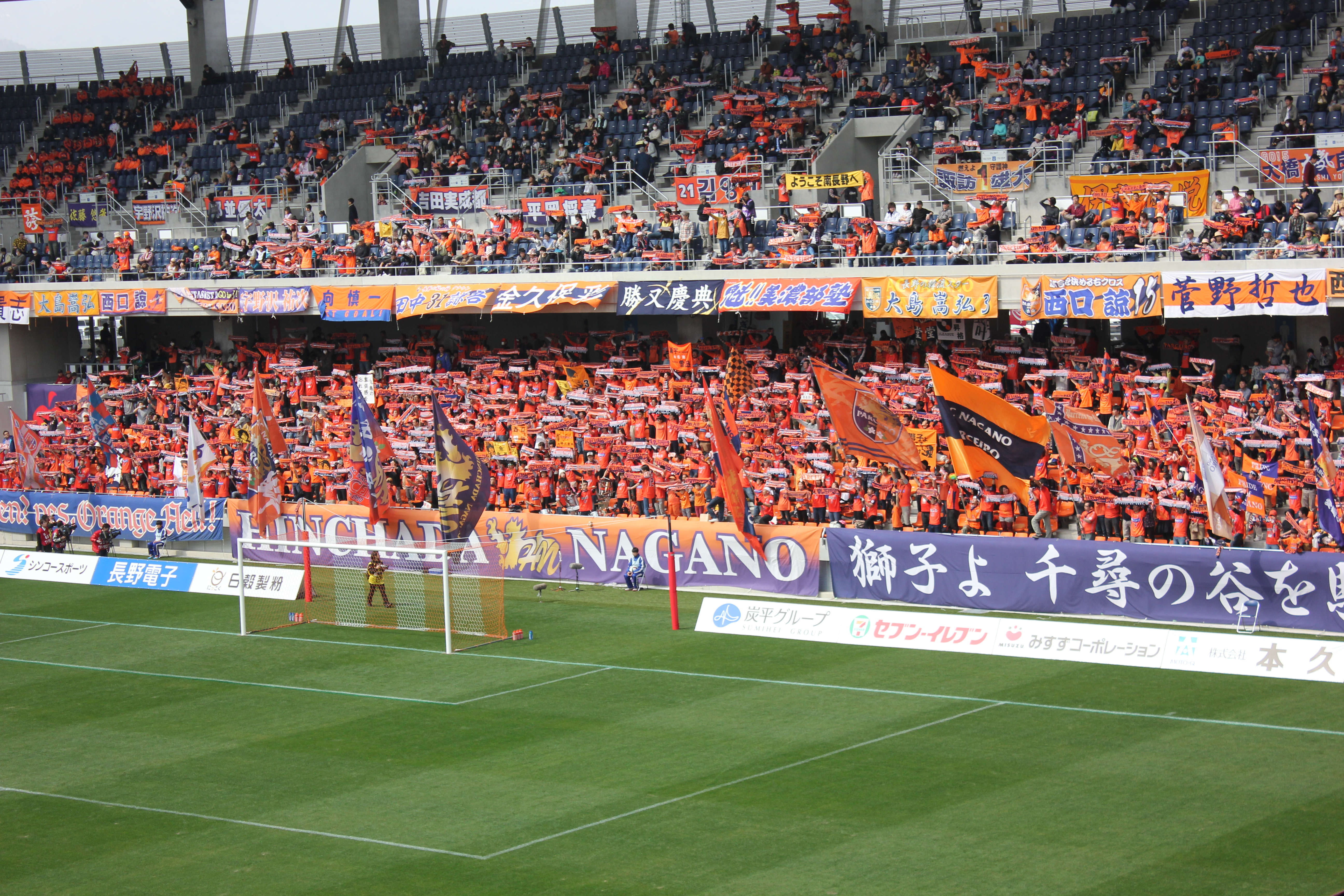
Fans des AC Nagano Parceiro auf der Nordtribüne (März 2015)
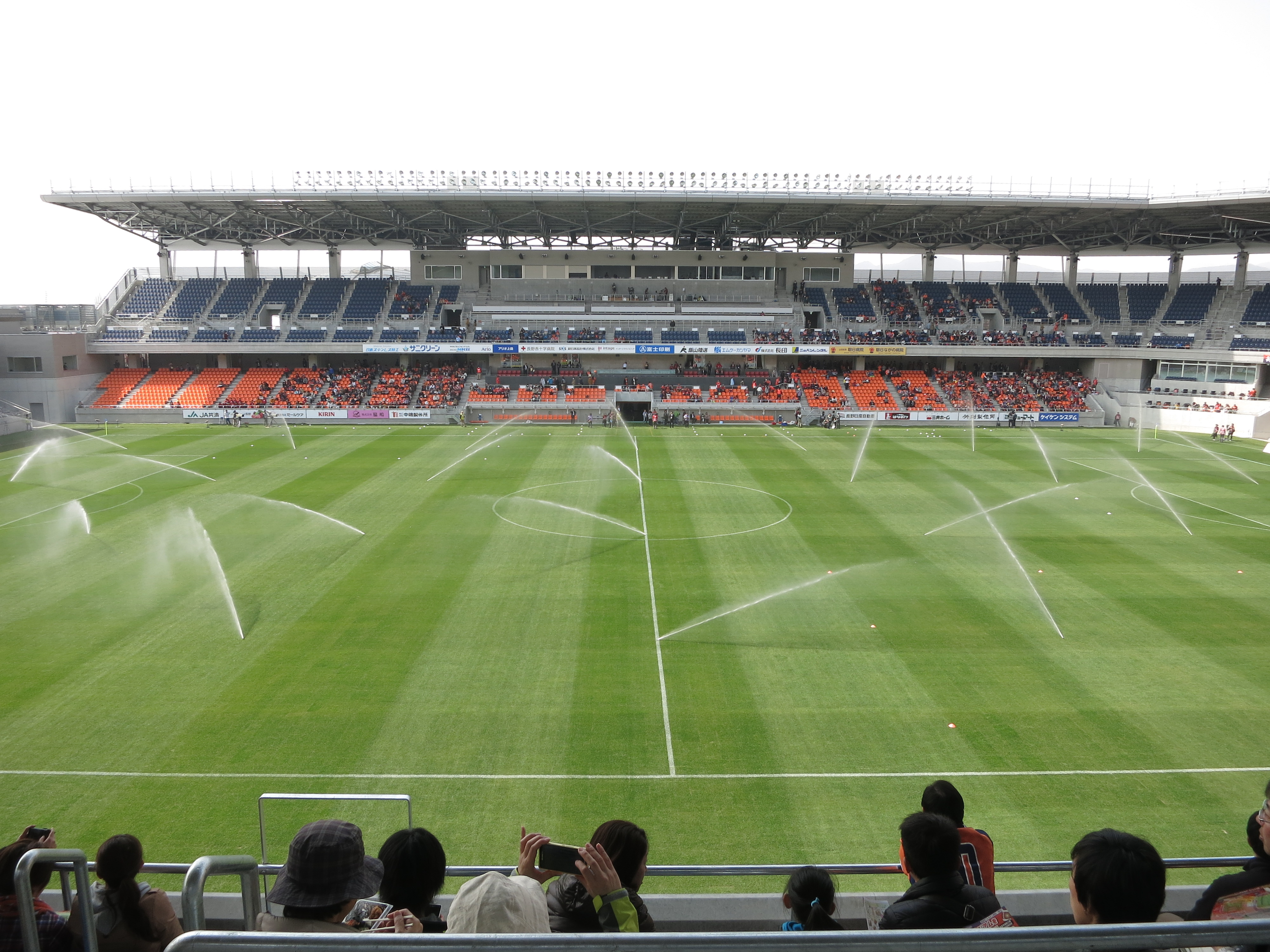
Blick auf die Haupttribüne mit laufender Bewässerungsanlage (März 2015)